# 慈済基金会

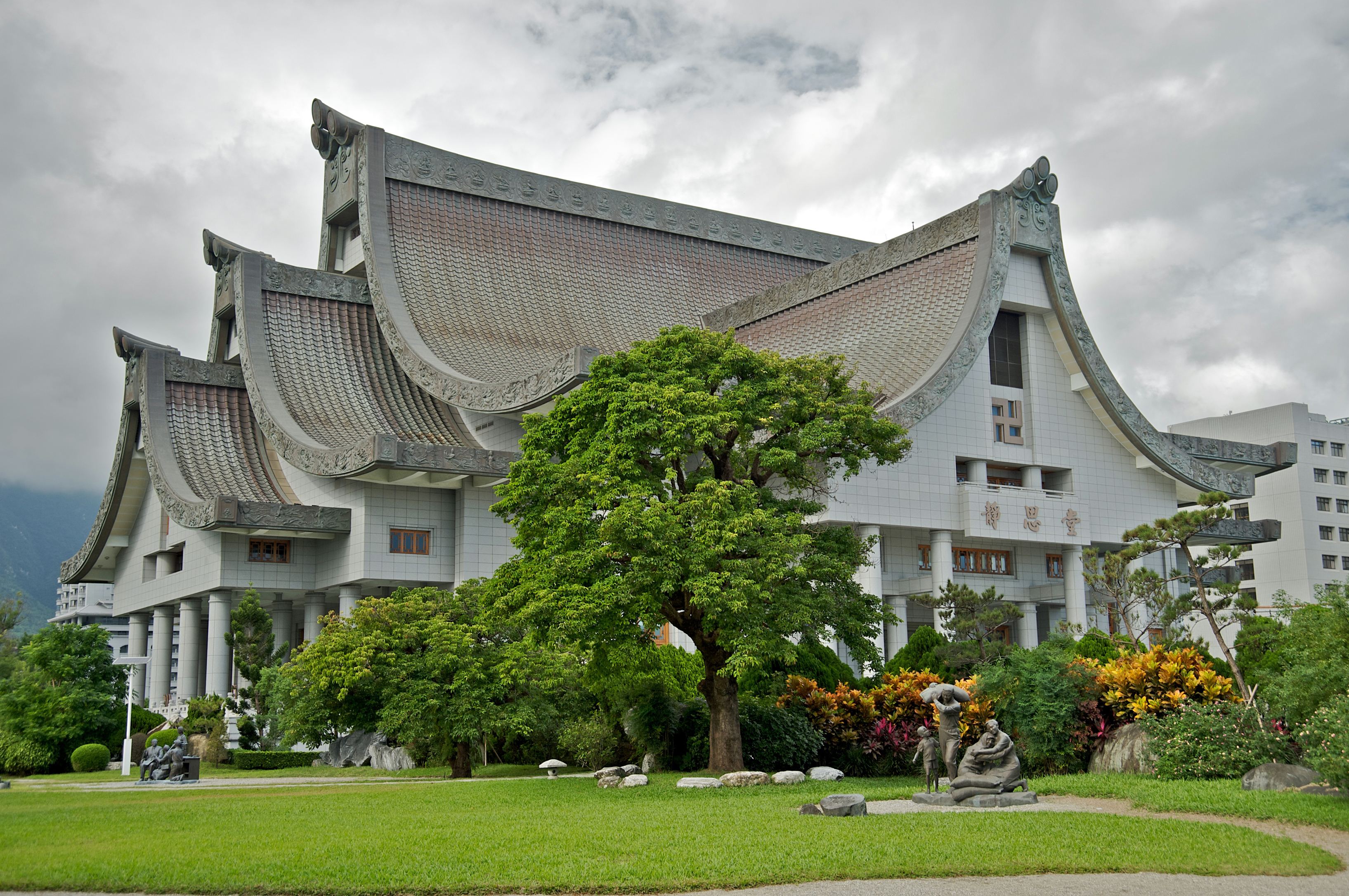
慈済基金会本部静思堂

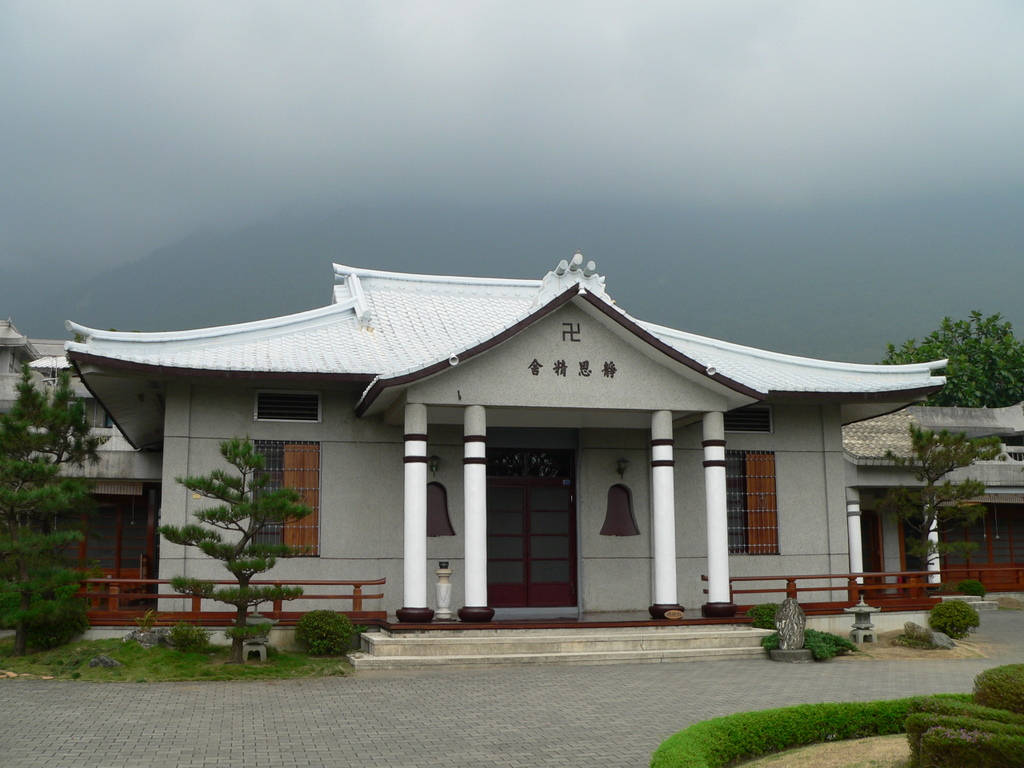
靜思精舎

慈済基金会（じさいききんかい、正式には財団法人 中華民国 仏教慈済慈善事業基金会）は、台湾の仏教系の慈善団体。
印順の弟子の釈証厳によって1966年4月14日に台湾の花蓮県で「仏教克難慈済功徳会」（慈済功徳会）として設立された。「慈済」の由来は「慈悲為懐、済世救人」（慈悲を抱き、世を助け人を救う）
尼僧が主婦グループを主導したことに始まるので、女性が主要メンバーとして活動することで知られる。

## 沿革
- 1966年4月14日に台湾の花蓮県で慈済功徳会として設立される
- 1972年、慈済貧民施医義診所を設置する
- 1980年1月1日、慈済広播電台（大愛電視）を設立する
- 1980年1月16日、台湾省に財団法人として認可される。慈済基金会と改称する
- 1986年8月17日、慈済貧民施医義診所を仏教慈済総合医院に昇格させる
- 1989年、慈済看護専門学校（慈済科技大学）を設立する
- 1991年、アメリカ支部で1人1ドル募金運動を行い、赤十字を通じてバングラデシュのモンスーン被災者を支援する
- 1994年、中華民国内政部により、（台湾の）全国団体として認可される
- 1994年10月、慈済医学院（慈済大学）を設立する
- 2004年、中国蘇州に慈濟慈善志業センターを設立
- 2007年5月11日、国立中央大学鹿林天文台が発見した小惑星192208が「慈済」と命名される
- 2008年2月27日、中国国務院台湾事務弁公室より正式に慈善団体として認定される
- 2010年7月19日、国際連合経済社会理事会の特別NGO委員に任命される
- 2011年、東日本大震災に際し、世界各国から義捐金を集め、全壊・半壊した被災者に配布すると共に、地元市役所の教育運営資金を支援した[1]。
- 2015年、1997年から開発を進めてきた台北市内の内湖区保護区内での社会福祉地区開発について、周辺住民の大反対に逢い、これを撤回した[2]。
- 2021年7月、当会は鴻海永齢教育慈善基金会（漢語版）、TSMCと共同でビオンテックのコロナワクチンを合わせて1,500万回分購入し、民国政府に寄付した[3][4]。
- 2024年1月、能登半島地震 (2024年)に際し、穴水町の避難所で炊き出しに従事[5][6]。
- 2024年4月、本部のある花蓮県で発生した地震に際し、2011年の東日本大震災、及び2018年の花蓮県地震での反省点をもとに開発した間仕切りテントを避難所に配備し、話題となった[7]。

## 運営方針
釈証厳とその師の印順は、「人間仏教」を理念に置いた。「家々に観音様、各世帯に阿弥陀如来」を転じて「人々を観音様に、各々を阿弥陀如来に」とし、仏教精神を個人化、生活に落とし込んだ。最初は30名の会員で結成され、慈善運動を始めた。この頃の活動は募金と貧民救済であった。
後には富める者に貧者救済を勧めることを目標とし、「無縁大悲、同体大悲」を掲げ、会員には、「仏心を己の心とし、師の志を己の志とするように」求めた。その後は、「四大志業、八大法印」を主要業務とした。

### 慈済十戒
慈済ボランティアーは仏教の信者の一員として、釈尊が定めた五戒と釈証厳の定めた戒律（十戒）を守ることを義務付けられている。
- 不殺生
- 不偸盗
- 不邪淫
- 不妄語
- 不飲酒
- タバコや麻薬を吸わない、檳榔を咬まない
- 不賭博、不投機
- 交通規則を遵守する
- 父母に孝行する、表情や声を整える
- 政治活動、デモをしない

### 世界に3つのいない
事業を行う時は、釈証厳の「世界に3つのいない」を原則としている。
- 世界に私の愛さない人はいない
- 世界に私の信用しない人はいない
- 世界に私の許さない人はいない

### 国際救援活動の3原則
仏法の人間化を理想とするため、その事業運営にあたっては、民族、宗教、国籍を問わず、他の宗教や民族を貶めることはしない。
- 政治や商売の話をしない
- 会の宣伝をしない
- 仏教を広めない

### 素食運動
基金会では素食（ベジタリアン）は会員に強要はしないが、活動や制服を着る時に素食を食べる。
慈済大学の学生も、素食や仏教信仰は強要されないが、素食は奨励されている。

## 四大志業、八大法印

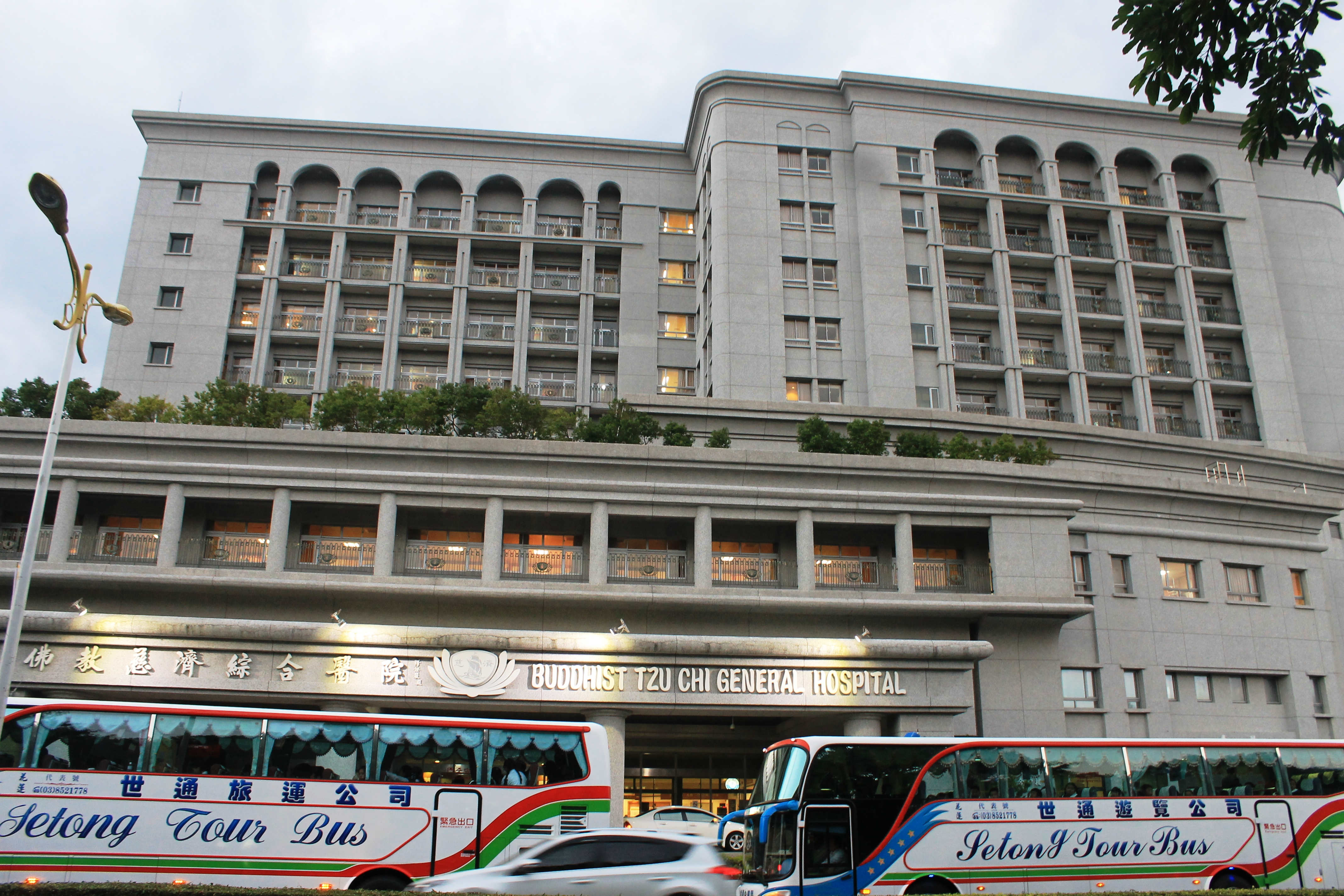
佛教慈濟綜合醫院

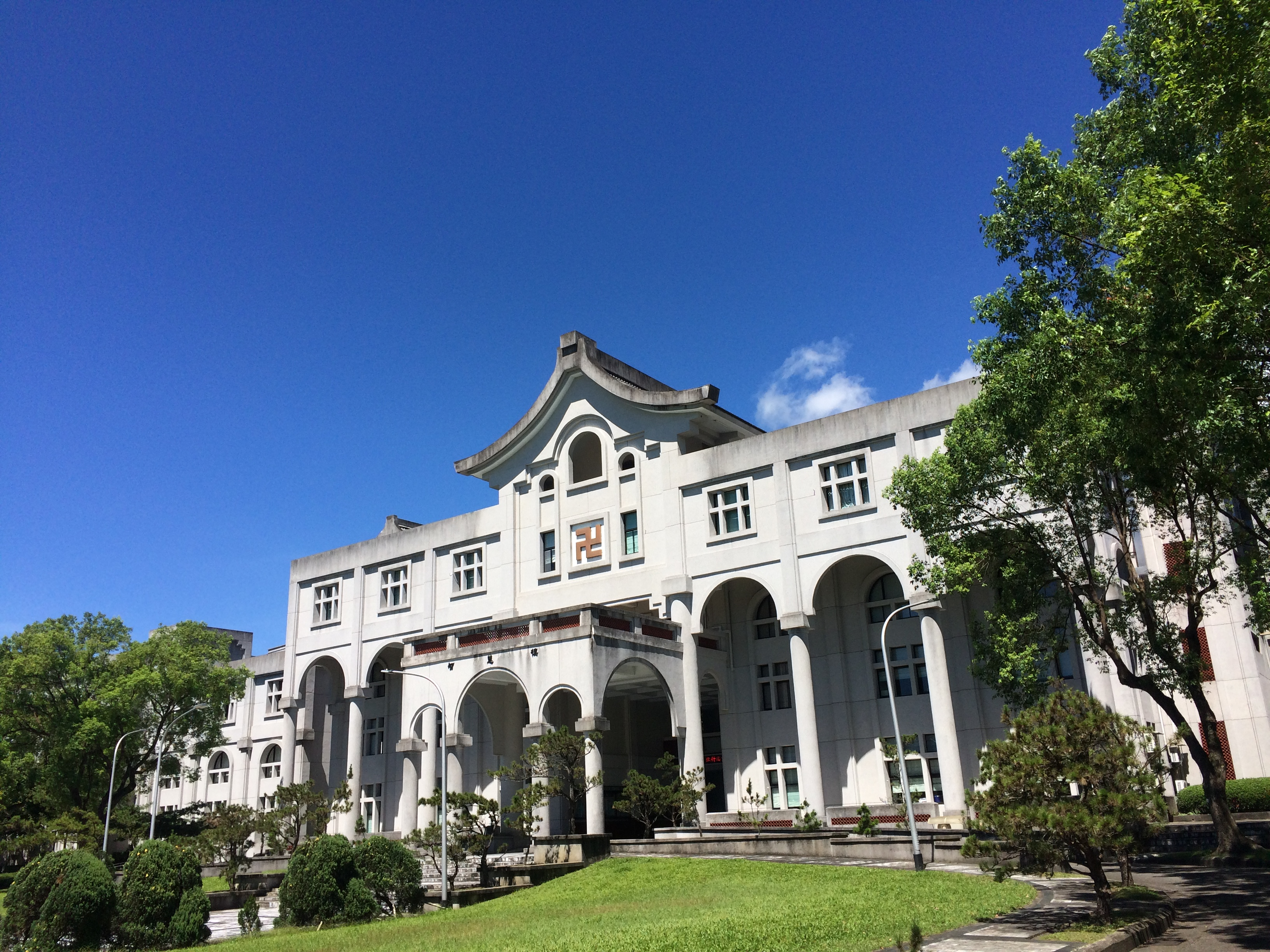
慈済科技大学

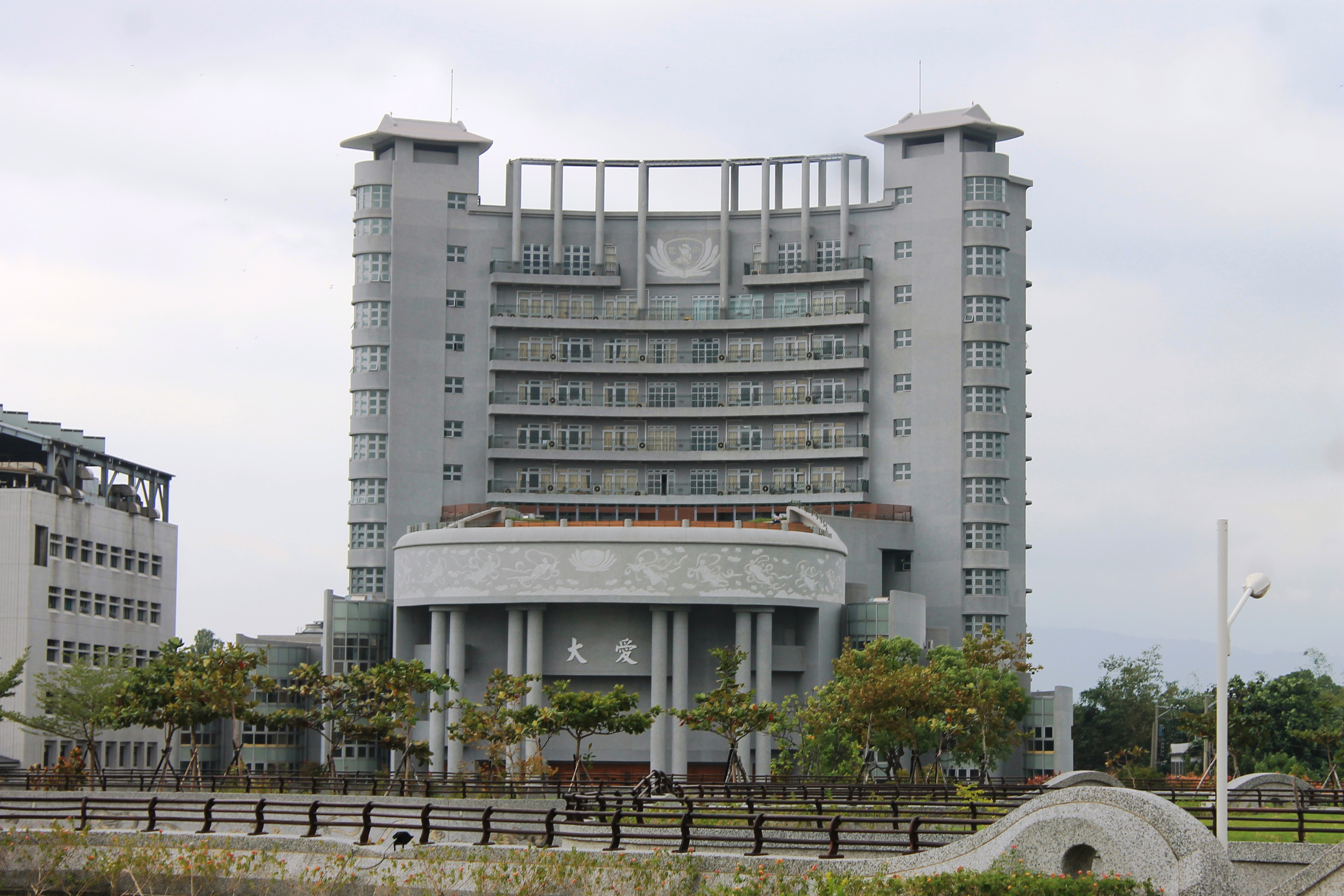
慈済大学

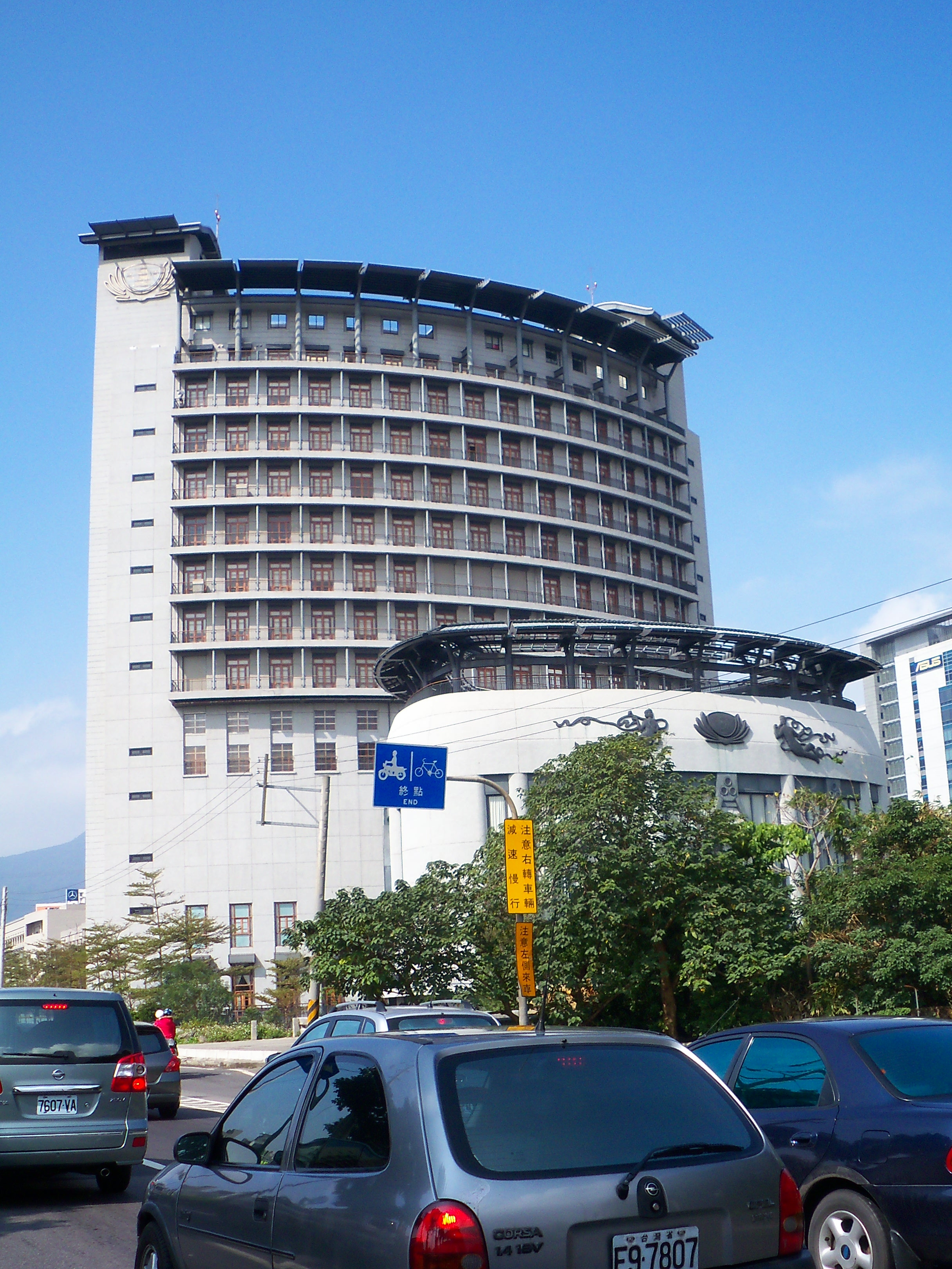
慈済人文志業中心

基金会の四大志業、八大法印とは、奉仕、医療、教育、人文（文章・映像伝道）、国際支援活動、骨髄バンク、社会ボランティア、環境保全である。

### 医療
1986年に花蓮市に設立した仏教慈済総合医院のほか、「仏教慈済医療財団法人」として分院を台湾各地に設立し、地域医療の充実に貢献している。
2000年には、各地の医療ボランティア組織を統合して「国際慈済人医会」（TIMA）を設立し、災害時の医療活動に従事している。

### 教育
1989年に看護学校慈済技術学院（現、慈済科技大学）を、1994年に医科大学慈済大学を設立し、地域の特に先住民族の女子教育に力を入れ、民国国内のみならず、タイ、マレーシアなど国内外で幼稚園から大学院まで仏教精神に基づく一貫教育を行っている。

### 慈済伝播人文志業基金会
慈済伝播人文志業基金会（英字:Tzu chi Culture and Communication Foundation）は、四大志業の内の人文活動を行う事業主体で、2005年に改組され、傘下に大愛電視、慈済文化出版社、静思人文社などを持つ。台北市の関渡志業パークに慈済人文志業中心を置く。
2013年には鑑真のアニメーション映画『鑑真物語』（漢語版）も製作している。
2023年にはセンタービルの隣接地に関渡静思堂を建設、主要施設を移動させた。

## 会員組織
慈済は、アジア、アメリカ、ヨーロッパ、アフリカ、オセアニアの54の国や地域で配布されている。
| アジア | アメリカ | ヨーロッパ                                                                                        | アフリカ                                                | オセアニア                          |
| --- | --- | ------------------------------------------------------------------------------------------------- | ------------------------------------------------------- | ----------------------------------- |
| - 中華民国（台湾） - 中華人民共和国 - 香港 - 日本 - 大韓民国 - シンガポール - マレーシア - フィリピン - ベトナム - インドネシア - インド - カンボジア - スリランカ - タイ - ミャンマー - ブルネイ - トルコ - ヨルダン | - アメリカ合衆国 - カナダ - メキシコ - ブラジル - ハイチ - パラグアイ - グアテマラ - ドミニカ共和国 - ホンジュラス - アルゼンチン - ボリビア - エルサルバドル - チリ - シント・マールテン - コスタリカ | - オーストリア - イギリス - フランス - ドイツ - オランダ - デンマーク - ノルウェー - スウェーデン | - ジンバブエ - 南アフリカ共和国 - モザンビーク - レソト | - ニュージーランド - オーストラリア |

## 批判
デザインの押しつけ

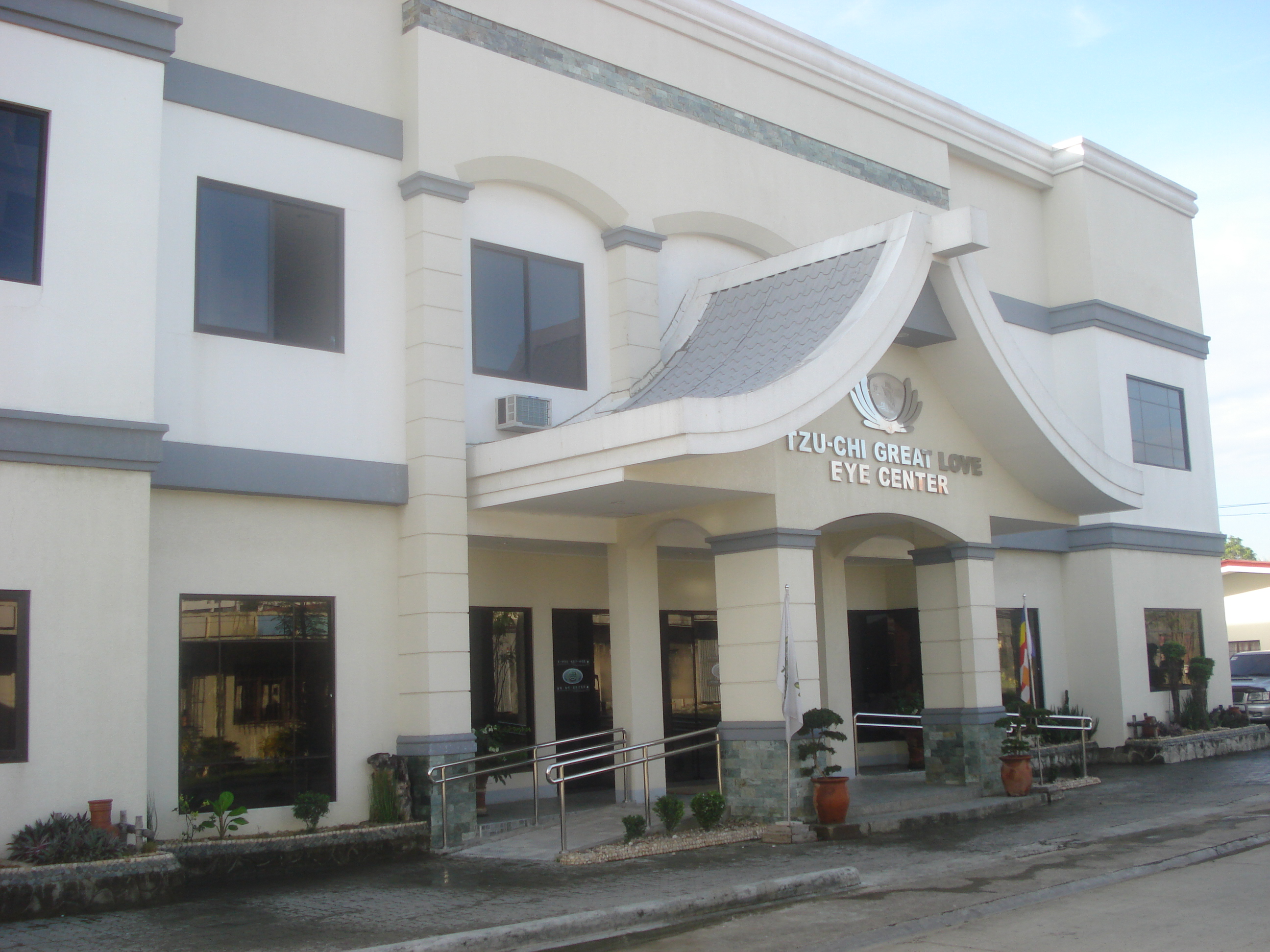
フィリピン・サンボアンガ市にある慈済基金会寄贈による眼科医院

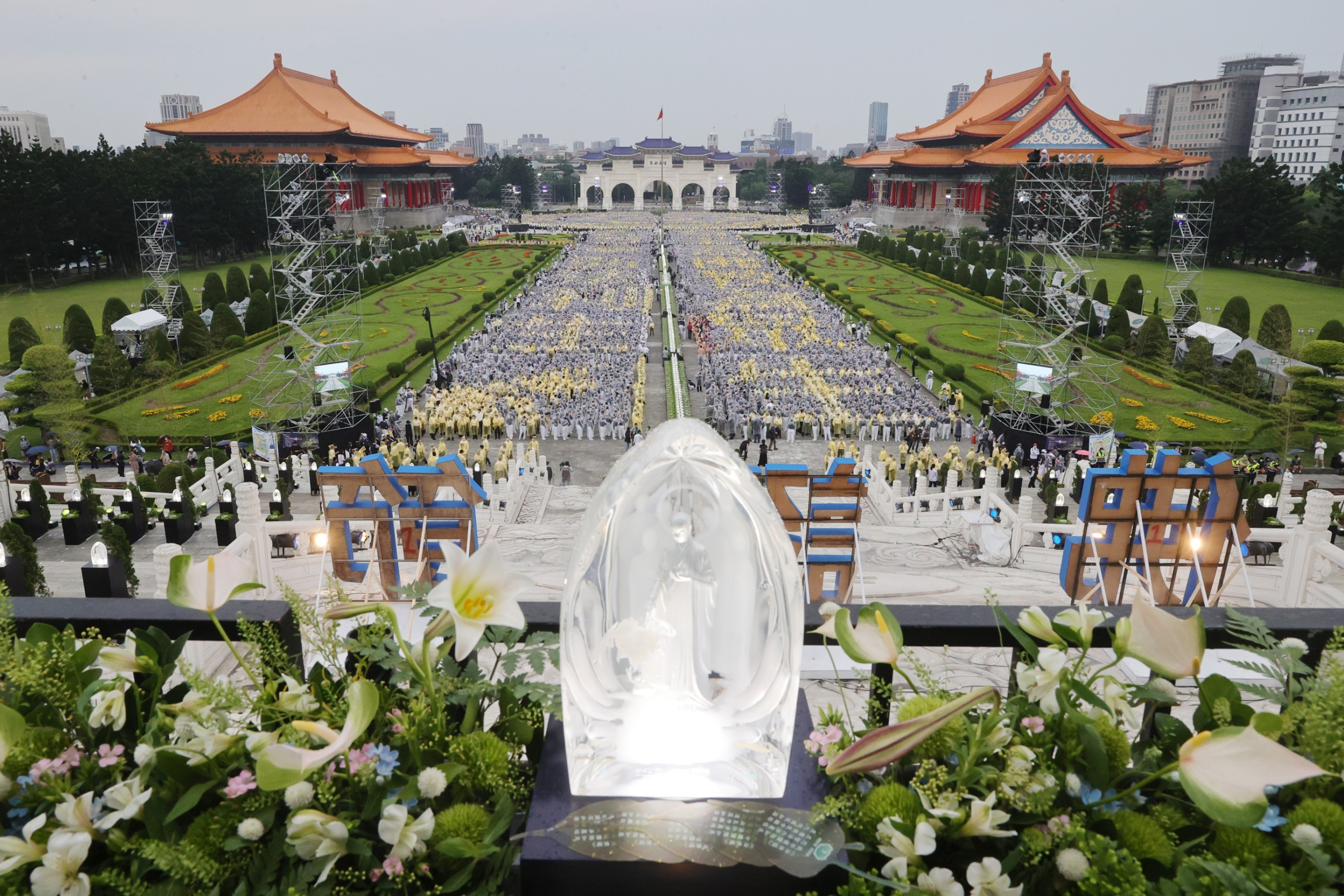
台北自由広場で開催された慈済基金会花祭りでの宇宙大覚者水晶像

国外の災害被災地での当会の寄付による学校や病院建設に際し、当会の建築デザインを押しつけているのではないかとの批判がある。
台北市内湖保護区の強引な開発
詳しくはzh:內湖保護區反慈濟開發事件を参照。
当地を開発して社会福祉施設地区を設置しようとしたところ、自然破壊や水害の誘発を恐れた地域住民や緑の党からの反対運動にあい、これを断念するに至った。
宇宙大覚者水晶像
高価で根拠不明の水晶製の宇宙大覚者像（創始者の釈証厳をモデルにした説がある）を製作、これを批判された。

## ギャラリー

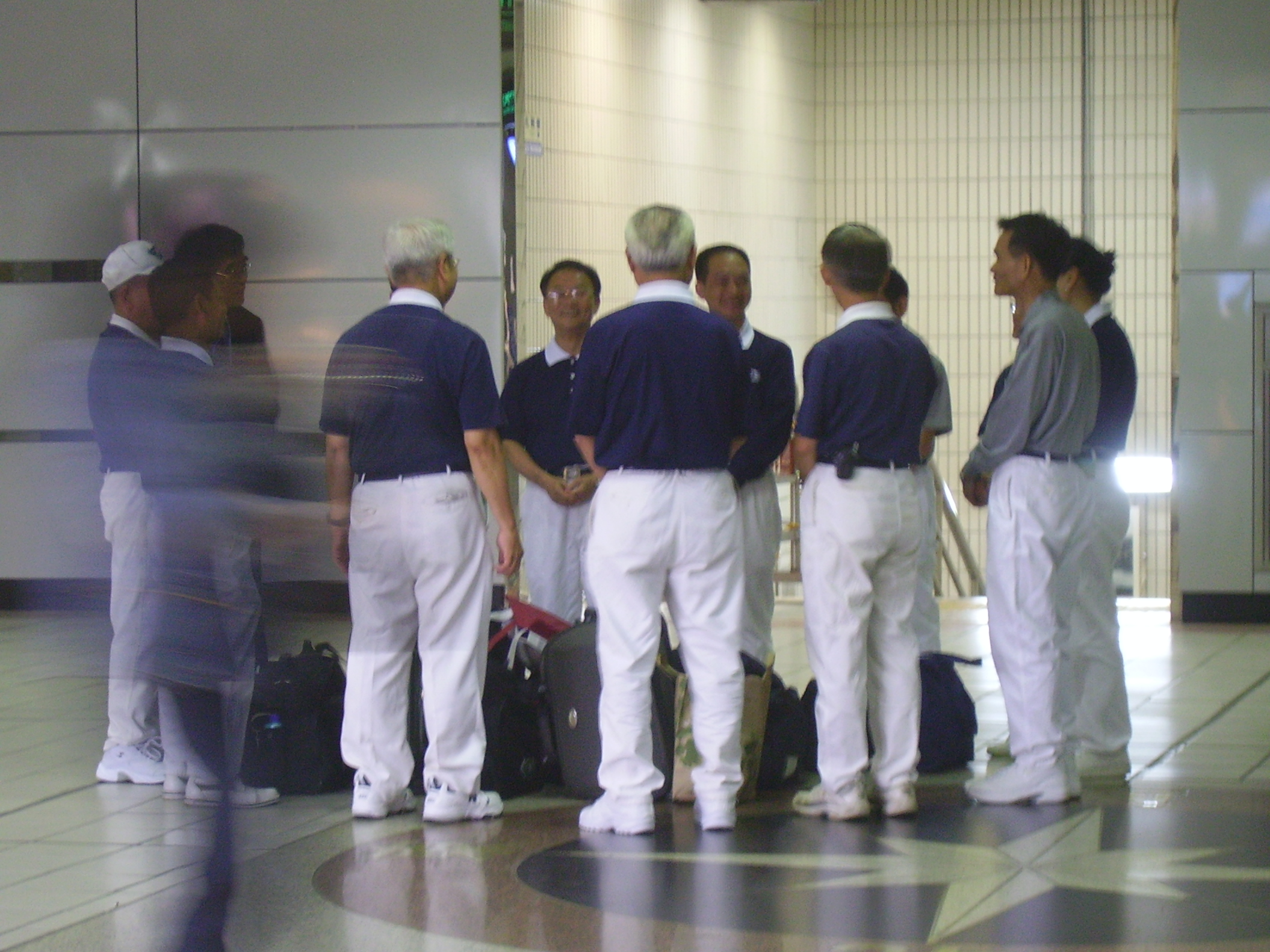
活動中の慈済ボランティアー
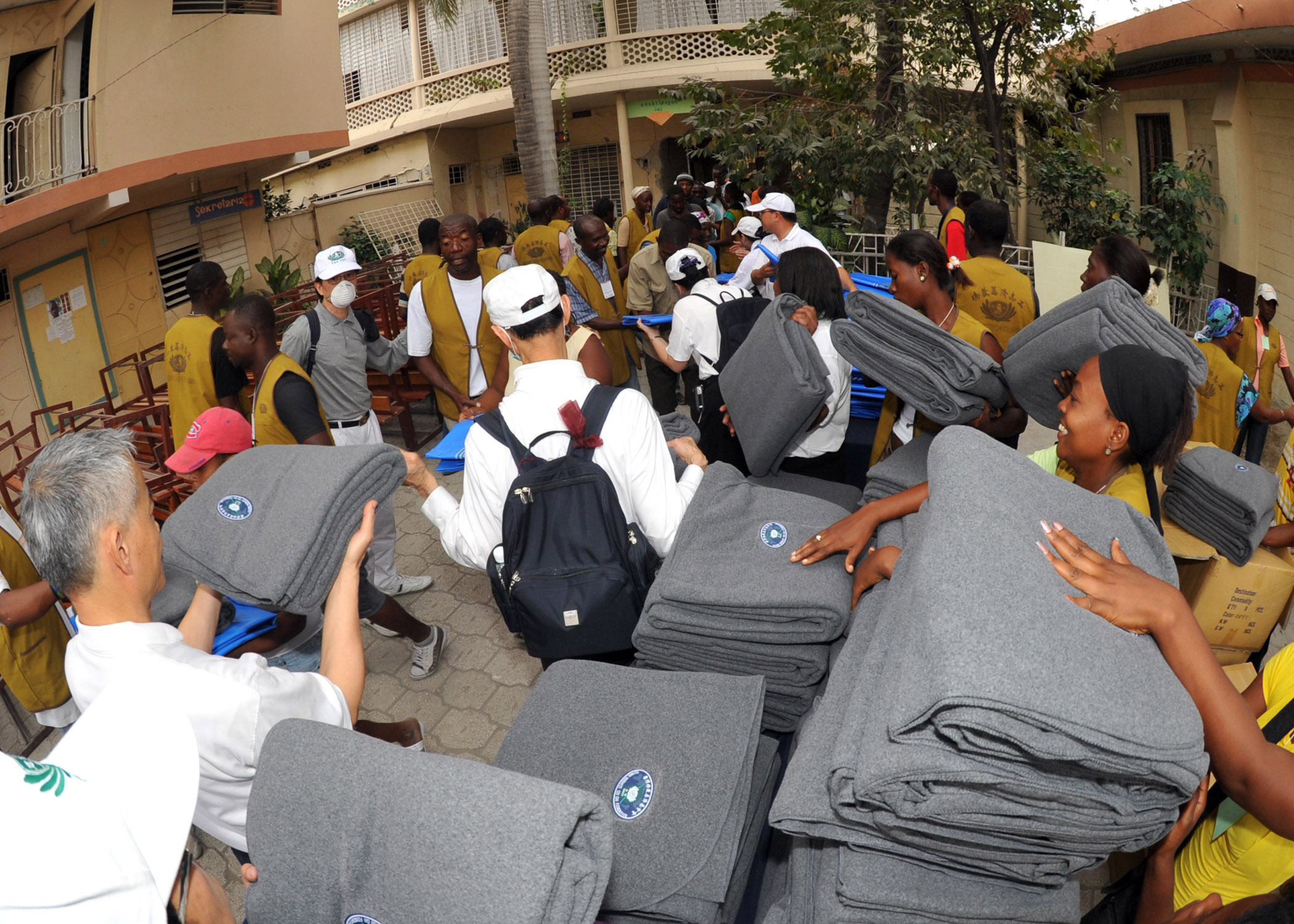
ハイチ大地震の被災者に毛布を配布
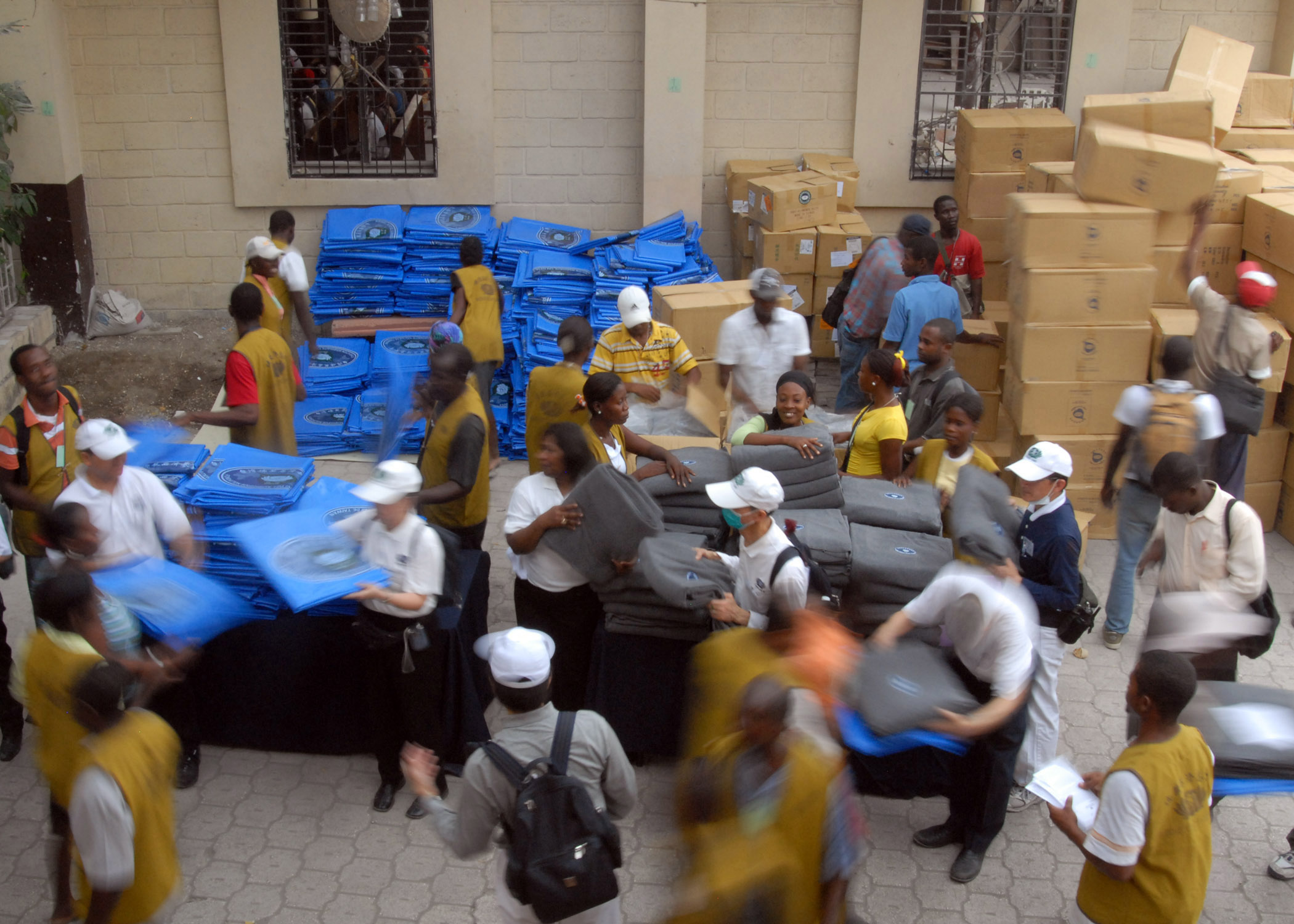
ハイチ大地震の被災者に毛布を配布
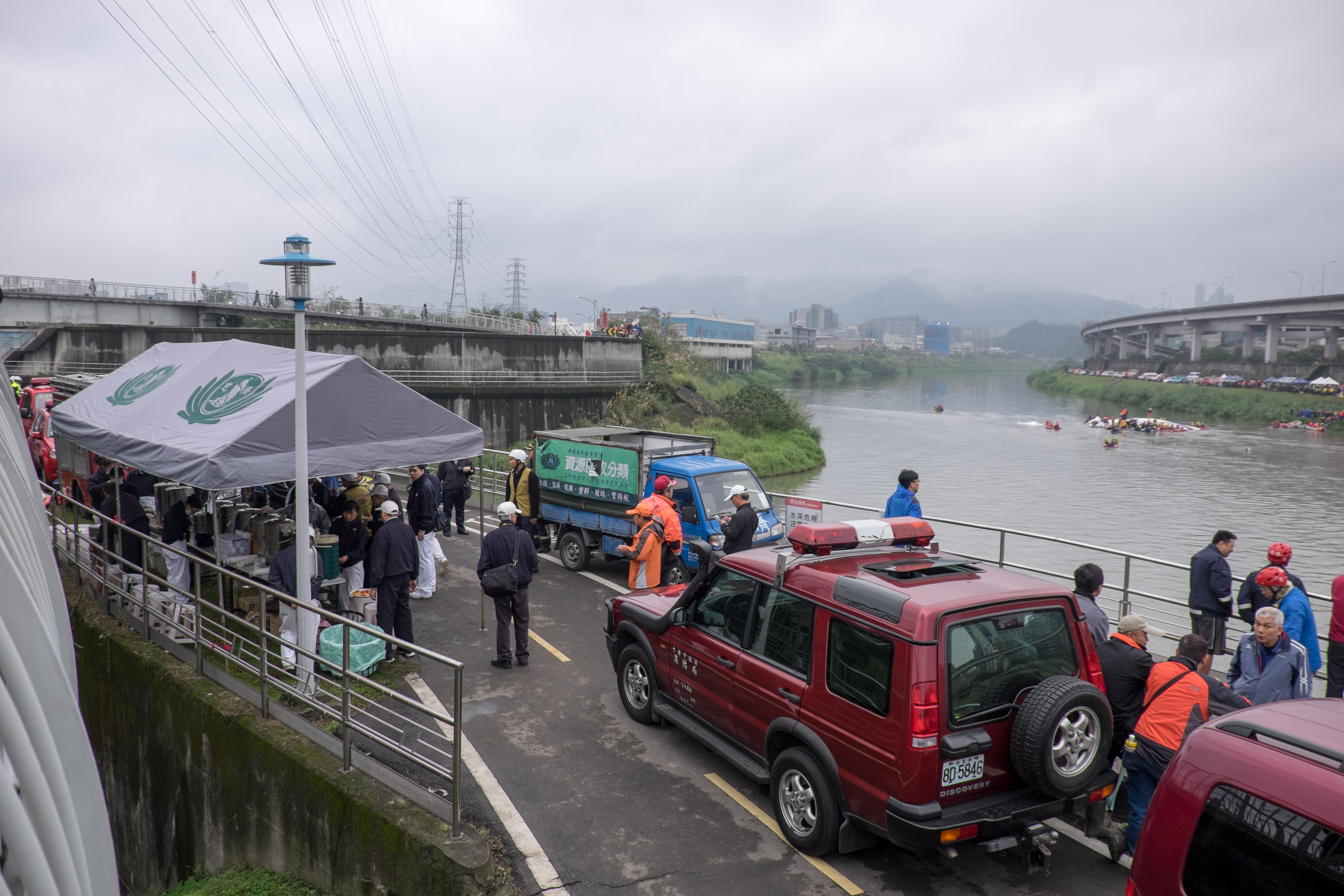
航空機事故墜落現場救助チームへの炊き出し